# Australian Open 2000 – ženská čtyřhra
Obhájkyněmi titulu byly Švýcarka Martina Hingisová s Ruskou Annou Kurnikovovou, které do soutěže nenastoupily společně, ale každá s jinou spoluhráčkou.
Soutěž ženské čtyřhry vyhrál nejvýše nasazený americko-australský pár Lisa Raymondová a Rennae Stubbsová, který ve finále zdolal švýcarsko-francouzské turnajové trojky Martinu Hingisovou s Mary Pierceovou ve třech setech.

## Nasazené páry
1. Lisa Raymondová /  Rennae Stubbsová (vítězky)
2. Lindsay Davenportová /  Corina Morariuová (semifinále)
3. Martina Hingisová /  Mary Pierceová (finále)
4. Alexandra Fusaiová /  Nathalie Tauziatová (2. kolo)
5. Irina Spîrleaová /  Caroline Visová (2. kolo)
6. Anna Kurnikovová /  Barbara Schettová (semifinále)
7. Amanda Coetzerová /  Jelena Lichovcevová (3. kolo)
8. Conchita Martínezová /  Patricia Tarabiniová (2. kolo)
9. Chanda Rubinová /  Sandrine Testudová (2. kolo)
10. Julie Halardová /  Ai Sugijamová (čtvrtfinále)
11. Nicole Arendtová /  Kimberly Poová (1. kolo)
12. Anke Huberová /  Jelena Tatarkovová (1. kolo)
13. Tina Križanová /  Katarina Srebotniková (1. kolo)
14. Virginia Ruanová Pascualová /  Paola Suárezová (2. kolo)
15. Karina Habšudová /  Anne-Gaëlle Sidotová (2. kolo)
16. Cara Blacková /  Irina Seljutinová (1. kolo)

## Pavouk
| Legenda                                                       |                                                                        |                                                   |
| - Q – kvalifikant - WC – divoká karta - LL – šťastný poražený | - Alt – náhradník - SE – zvláštní výjimka - PR/SR – žebříčková ochrana | - w/o – bez boje - r – skreč - d – diskvalifikace |